# Bartłomiej Piotrowski (hokeista)
Bartłomiej Piotrowski (ur. 19 stycznia 1980 w Nowym Targu) – polski hokeista, reprezentant Polski.
Jego brat Michał także został hokeistą.

## Kariera
- SMS Warszawa (1998–1999)
- Podhale Nowy Targ (1999–2005)
- Cracovia (2005–2006)
- Podhale Nowy Targ (2006–2008)
- Zagłębie Sosnowiec (2008–2009)
- Gazda Nowy Targ (2016–)

Absolwent NLO SMS PZHL Sosnowiec z 1999.
Po zakończeniu czynnej kariery zawodniczej został wiceprezesem Zarządu Towarzystwa Sportowego Old Boys Podhale.
Od 2016 zawodnik drużyny Gazda Nowy Targ w II lidze.

## Sukcesy
- Mistrzostwa Polski:
  -  2006 z Cracovią i 2007 z Podhalem Nowy Targ
  -  2000 i 2004 z Podhalem Nowy Targ
  -  2008 z Podhalem Nowy Targ
- Mistrzostwo Interligi 2004 z Podhalem Nowy Targ
- Puchar Polski 2004 i 2005 z Podhalem Nowy Targ